# Frank Horton Berryman
Sir Frank Horton Berryman, avstralski general, * 11. april 1894, † 28. maj 1981.